# Мармарошский заповедный массив
Мармаро́шский запове́дный масси́в (укр. Мармароський заповідний масив) — заповедный массив и часть Карпатского биосферного заповедника, расположенный на территории Раховского района Закарпатской области (Украина).
Площадь — 8990 га.

## Описание
Заповедный массив охватывает часть Гуцульских Альп (Раховских гор), которые являются северо-западной окраиной Мармарошского горного массива. С северо-востока заповедник ограничен рекой Квасний, с востока и юга — украинско-румынской границей. В пределах заповедника лежат горы: Поп-Иван Мармарошский (1936 м), Петрос (Пьетросул) (1784 м), Берлебашка (1733 м), Жербан (1795 м) и др.
Заповедная территория, площадью 8990 га, лежит в пределах высот 750—1940 м над г. Основным горным узлом является гора Поп-Иван Мармарошский. Массив составлен твердыми кристаллическими породами — гнейсами, слюдяными и кварцевыми сланцами, мраморовидными известняками юрского периода, что обусловливает специфические черты рельефа, почвенного покрова, флоры. Рельефу свойственны глубокие межгорные долины, многочисленные скалистые гребни и вершины. Есть следы кайнозойского оледенения — ледниковые цирки. В пределах массива расположены бассейны рек Белый (на юге) и Квасный (на севере), которые являются левыми притоками, соответственно, Тисы и Белой Тисы. Бассейн Квасного отличается прохладным и холодным влажным микроклиматом. Бассейну Белого присущий тёплый микроклимат. В высокогорьях климат холодный, влажный.
Ближайшие населённые пункты: сёла Деловое и Богдан, город — Рахов.

## Природа
Мармарошский заповедный массив характеризуется своеобразным растительным покровом, что обусловлено его геологическим строением. На более низких уровнях широко распространены смешанные лиственно-хвойные и лиственные леса. Буковые леса распространены на южных склонах и на богатых кальцием почвах. Наибольшие площади занимают смешанные группировки. В холодном климате на верхней границе леса, которая проходит здесь на высоте 1600—1700 м, распространены ели. Выше расположены субальпийские и альпийские луга с фрагментами зарослей криволесья, в основном из горной сосны. В субальпийском и альпийском поясах растет несколько редких видов растений, занесенных в Красную книгу Украины.
Фауна массива во многом схожа с Черногорой, но имеет свои особенности. Благодаря более скалистому ландшафту высокогорья лучше представлены жители каменистых россыпей — снеговая полёвка и альпийская завирушка. Только здесь отмечен в заповеднике сокол-сапсан, который предпочитает скалистые участки. Из беспозвоночных встречаются некоторые эндемические виды насекомых.